# 福岡東医療センター附属看護学校
福岡東医療センター附属看護学校（ふくおかひがしいりょうセンターふぞくかんごがっこう）は、かつて福岡県古賀市にあった専修学校。国立病院機構福岡東医療センターが運営していた。

## 沿革
- 1953年（昭和28年） - 国立療養所福岡東病院高等看護学校開校
- 1975年（昭和50年） - 国立療養所福岡東病院附属看護学校に改称
- 2004年（平成16年） - 国立病院機構福岡東医療センター附属看護学校に改称
- 2008年（平成20年） - 閉校

## 所在地
- 〒811-3113　福岡県古賀市千鳥1丁目1番1号